# Château de Brécy (Calvados)
Pour les articles homonymes, voir château de Brécy.
Le château de Brécy est une demeure qui se dresse sur la commune française de Saint-Gabriel-Brécy dans le département du Calvados, en région Normandie.
Le château est classé partiellement aux monuments historiques.

## Historique
Au XIIe siècle Richard Ier est le quatrième baron du fief de Brécy. Une communauté religieuse était probablement installée dans le domaine bien avant le XVIIe siècle. En 1620 le bâtiment d'habitation est construit par un premier propriétaire. Racheté par Jacques Lebas vers 1640, seigneur de Cambes et magistrat à Caen, le manoir est transformé en une demeure de prestige vers 1650. Le jardin et ses terrasses sont aménagés entre 1650 et 1675. La propriété reste dans la même lignée jusqu'à la mort de Pierre-Jacques le Bas, chanoine de la cathédrale de Bayeux en 1755. Plusieurs familles entrent alors en possession du domaine : les Levaillant, les de Bernières, les d'Angerville.
Au début du XIXe siècle   des fermiers habitent le château et l'occupent pendant plus de cent ans. Des vergers ont remplacé les jardins et la cour d'honneur est transformée en cour de ferme. En 1827 il est vendu à Madame Le Creps qui habite tantôt à Paris tantôt au château du Mesnil à Mathieu selon la saison, et ne vient à Brécy que pour la chasse. Les murs et sculptures sont laissés à l'abandon jusqu'à l'arrivée de la comédienne Rachel Boyer qui achète le domaine vers 1913 sur un coup de cœur. A sa mort en 1935 le domaine est à nouveau délaissé jusqu'en 1955, date à laquelle il est racheté par Jacques de Lacretelle et son épouse Yolande Jacobé de Naurois, qui plantent le parterre de broderies, installent les topiaires et creusent les bassins. L'écrivain attribue à Brécy : « Des atours de princesse italienne jetés sur les épaules d'une petite paysanne normande ». En 1992, Didier et Barbara Wirth reprennent les travaux pour restaurer les éléments d'architecture, compléter le jardin et embellir le paysage alentour.

## Description
Le portail monumental, richement décoré de sculptures Louis XIII, est du XVIIe siècle. Il donne accès à une cour délimitée par deux bâtiments perpendiculaires à l'habitation. Les jardins en terrasse s'étendent derrière la demeure.

### Le portail
Le portail s'ouvre par une grande porte charretière accostée de deux portes piétonnières. La porte centrale de  plein cintre est encadrée par des pilastres couronnés par des chapiteaux ioniques. Une grosse agrafe décore le sommet de l'arc. Au-dessus de l'entablement orné de motifs végétaux, la corniche est décorée par des denticules et des oves.
Le fronton de plein cintre est également orné de motifs végétaux, de denticules et d'oves mais l'écusson armorié a été gratté au cours de la Révolution.
Les deux portes latérales à linteau droit portent des décors semblables à ceux de la porte centrale, A leur sommet une sculpture représentant un lion bicéphale semble surveiller l'entrée. De chaque côté du portail les hauts murs sont rythmés par des pilastres couronnés par des pots à feu.

### Le corps de logis
La maison du XVIIe siècle est construite sur deux niveaux. Un perron donne accès à la porte d'entrée encadrée de pilastres. L'entablement orné de triglyphes est surmonté par un fronton demi-circulaire.
Le toit est percé de cinq lucarnes placées à l'aplomb des ouvertures placées en-dessous. Un lanternon remonté au XXe siècle, domine la travée centrale. La façade sud est similaire mais de plain-pied. A l'intérieur de belles cheminées de pierre portent les mêmes décors que ceux des jardins.
Deux grands bâtiments perpendiculaires à la maison ferment complètement la cour qui donne sur la route.

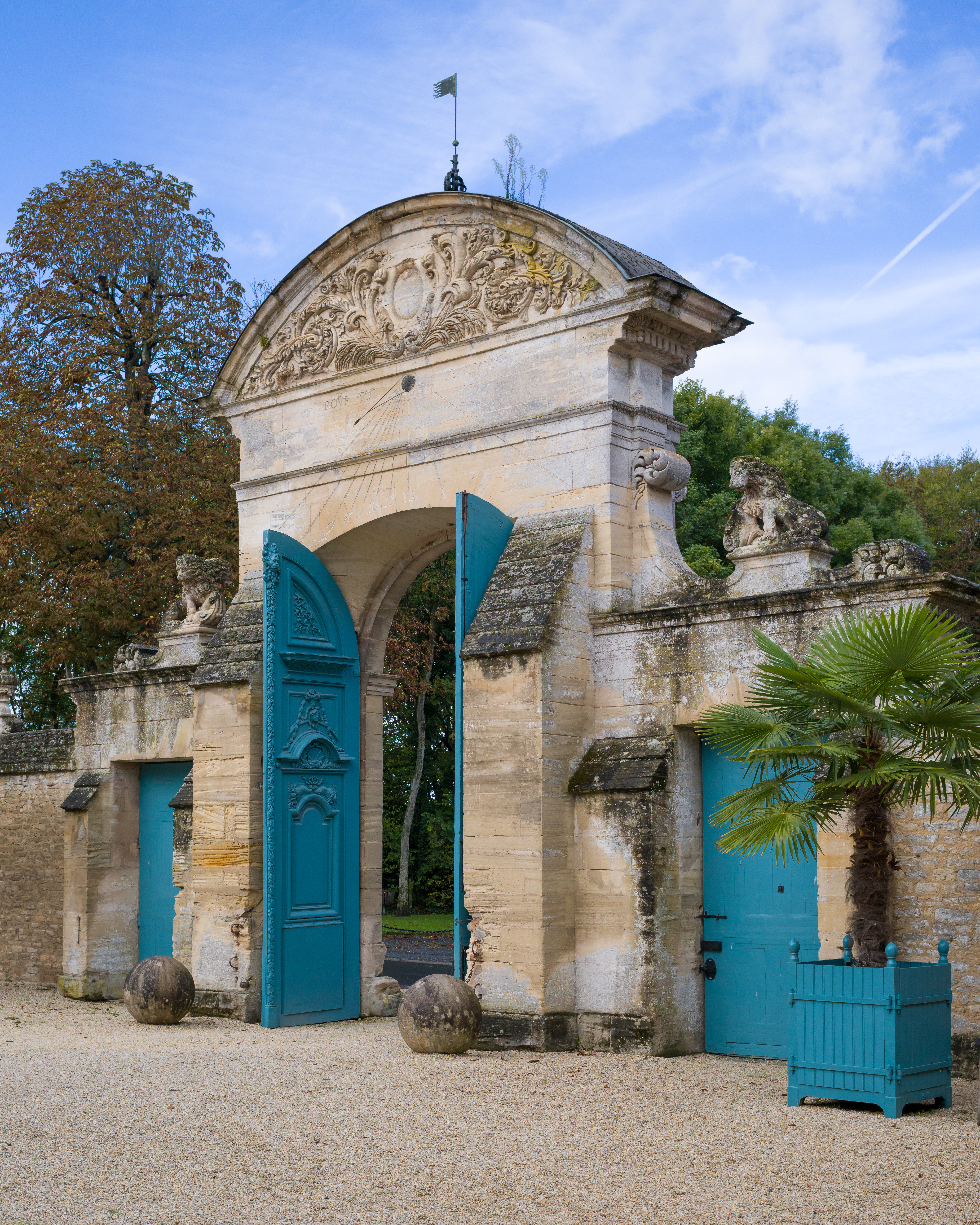
Portail vu de la cour
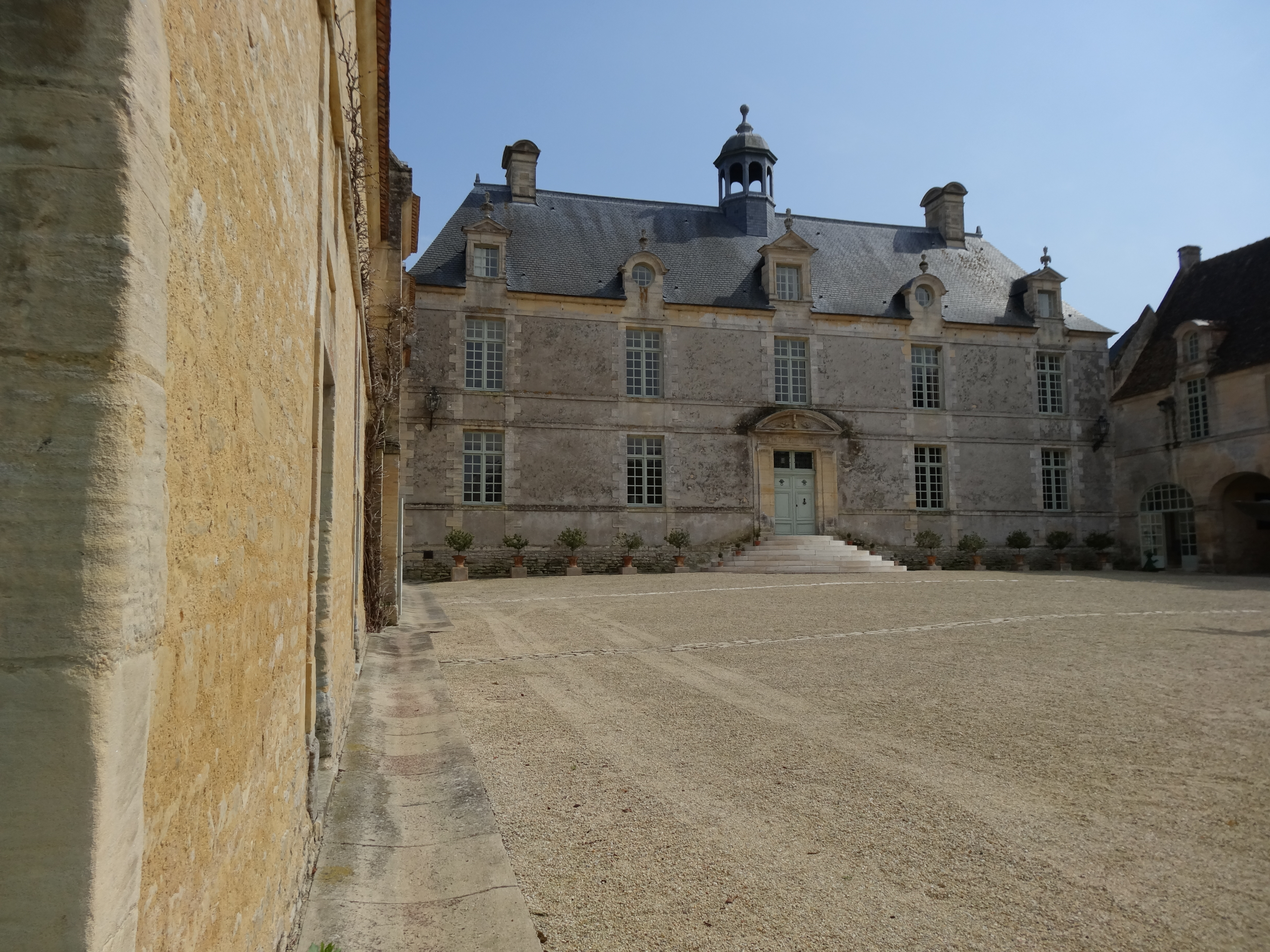
Maison vue de la cour
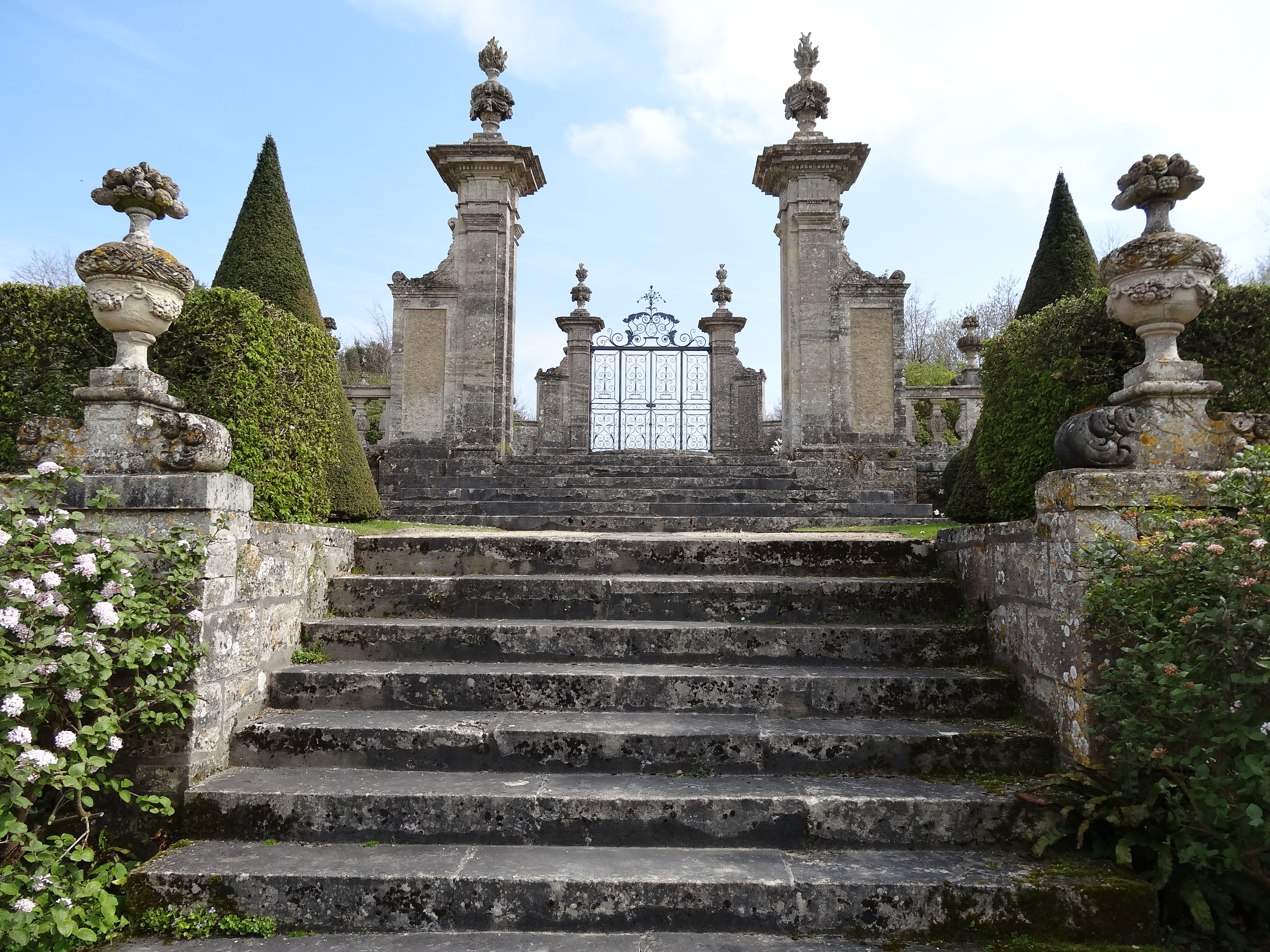
La grille en fer forgé

## Jardin
Le jardin mélange les influences du Moyen Âge et de la Renaissance italienne tout en annonçant le jardin classique français.

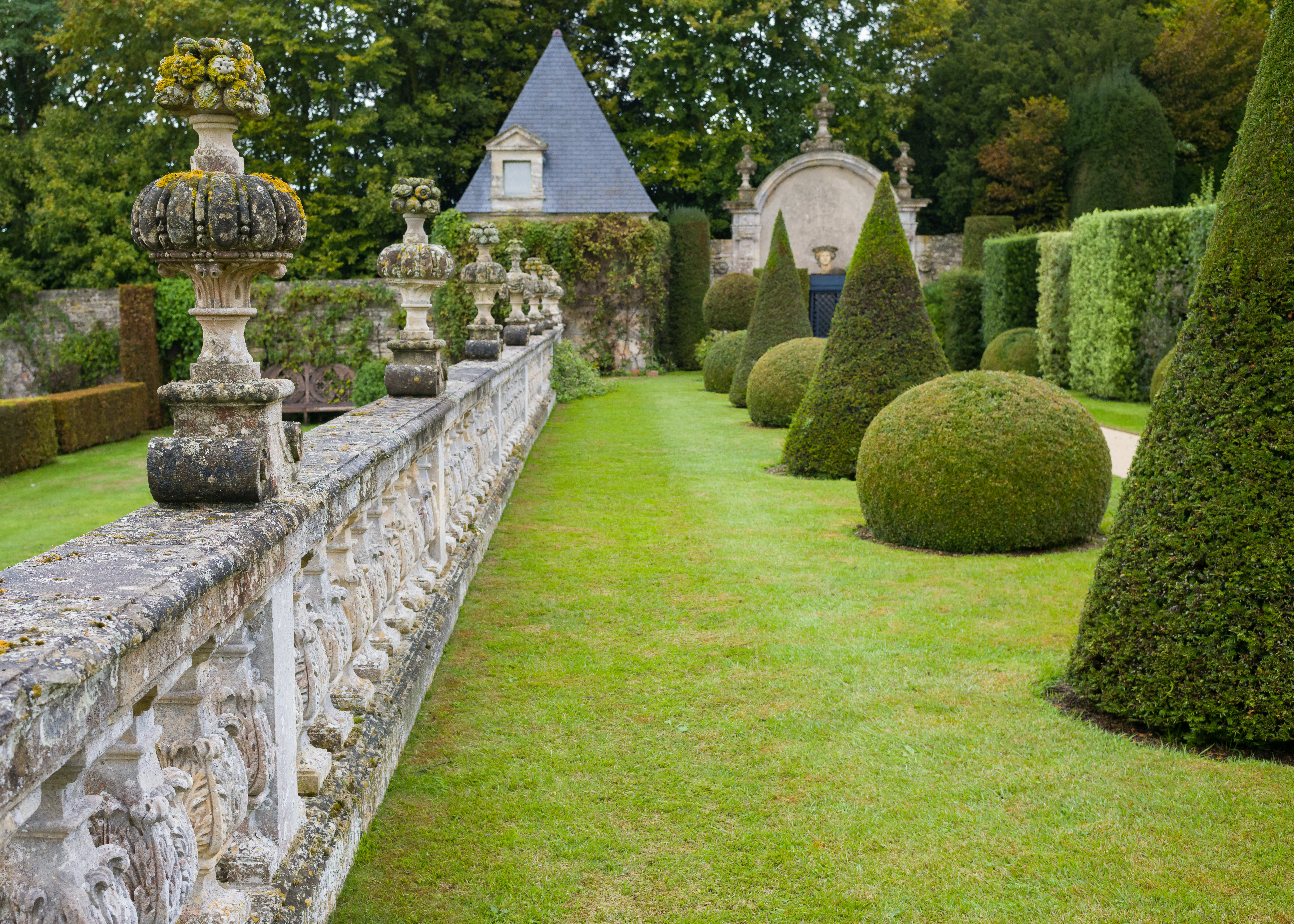
Une des terrasses et pavillon du XVIIIe siècle
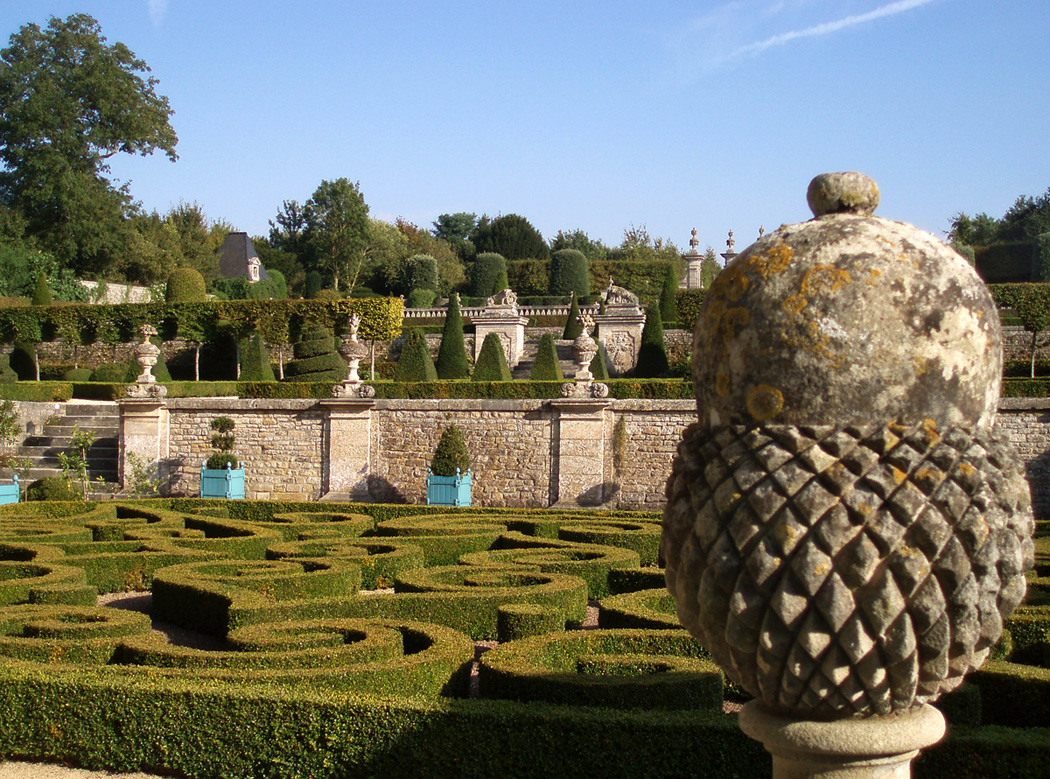
parterre de broderies, murets, balustrades et sculptures de pierre
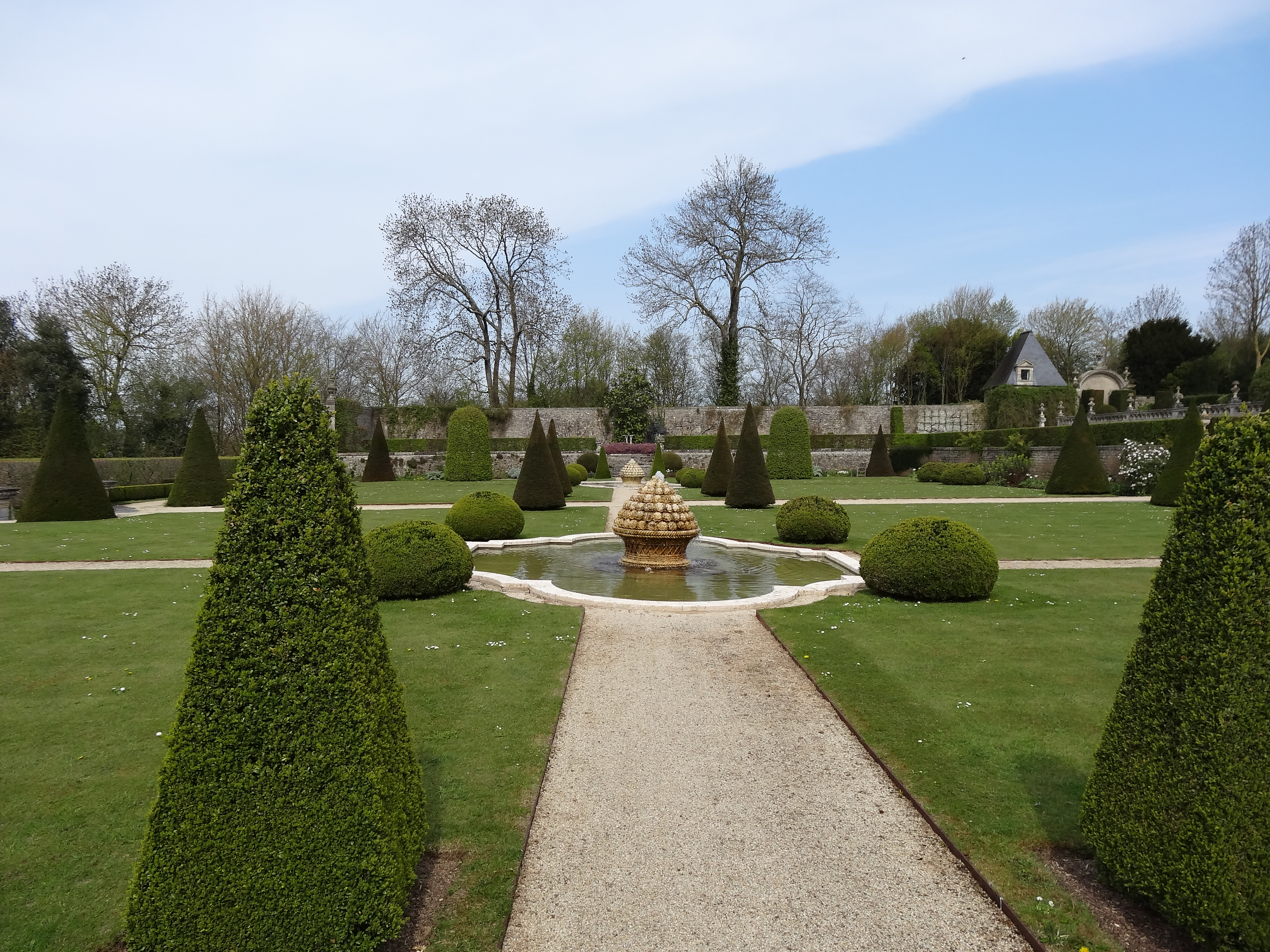
Terrasse des fontaines
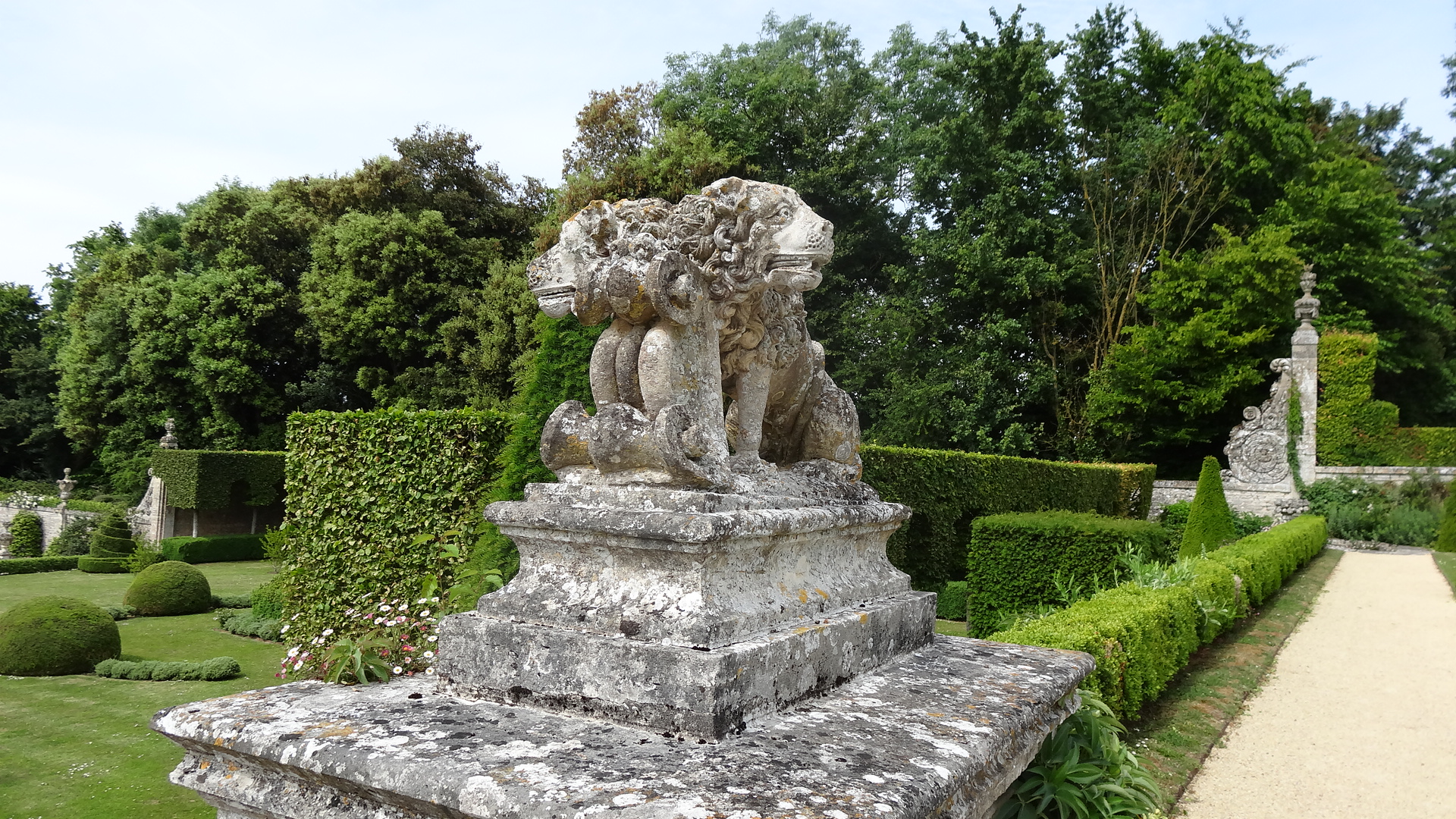
Lion bicéphale

Longtemps attribué à Mansart, il est un des rares exemples de ce type de jardin du XVIIe siècle en France. Quatre terrasses successives, bordées de murets et de balustrades à l'italienne s'élèvent au-dessus des parterres ornés de broderies à l'arrière de la maison. Deux bassins ornés en leur centre de sculptures d'artichauts sont creusés dans la deuxième terrasse. La rigueur des lignes symétriques est compensée par  la diversité de forme des végétaux taillés en topiaires et par la profusion des sculptures diverses ; grands vases, lions qui gardent le passage d'une terrasse à l'autre et autres. Deux pavillons du XVIIIe siècle sont postés symétriquement à l'extrémité du jardin. Onze escaliers de pierre permettent de monter jusqu'à la grille en fer forgé qui se détache  sur le ciel. Très semblable à celle du château de Carrouges, cette grille est attribuée à Isaac Geslin, ferronnier d'art du XVIIe siècle, ou à un de ses élèves.  

L'église Notre-Dame, du XIVe siècle, est attenante au château et directement accessible par une petite porte. À quelques mètres de l'église, on peut voir un bassin dont l'eau guérissait les yeux au Moyen Âge, selon la légende.
Le jardin bénéficie du label « Jardin remarquable et est ouvert à la visite sous conditions.

## Protection aux monuments historiques
Au titre des monuments historiques :
- le portail formant entrée de la cour ; les façades du corps de logis ; les dispositions architectoniques et décoratives du jardin sont classés par arrêté du 26 septembre 1903 ;
- l'Intérieur du château est classé par arrêté du 21 février 1914 ;
- le mur de clôture et les deux pavillons isolés du jardin sont classés par arrêté du 13 mai 1925.